# Boterwaag (Amersfoort)
De Boterwaag, een gebouw aan de Hof in Amersfoort, staat bekend onder verschillende namen, waaronder de Boterwaag, de Boterhal en de Boterbeurs. Op het gebouw zit een kleine speelklok, waar tijdens het spelen een Sint Joris en de draak naar buiten komen. Sint Joris is een heilige uit de 3de eeuw en beschermheilige van de stad Amersfoort. Tijdens het spel verslaat Sint Joris de draak.